# Merut
Merut (fl. XVII secolo a.C.) è stato un sovrano egizio inquadrato nella XIII dinastia.
La conoscenza di questo sovrano, il cui nome non compare in alcuna delle liste reali, deriva dal ritrovamento di un frammento di architrave proveniente da Abido frammento su cui sono leggibili il nome Horo ed il nomen.
Il nome di questo sovrano potrebbe trovarsi nelle righe perse, a causa del frammentarietà del documento (colonne 6 e 7), del Canone Reale.

## Cronologia
| Periodo                    | Dinastia      | periodo di regno                             |
| Secondo periodo intermedio | XIII dinastia | tra il 1660 a.C. ed il 1630 a.C. (± 50 anni) |

| Dinastie contemporanee | Capitale |
| XIV                    | varie    |
| XV                     | Avaris   |
| XVI                    | varie    |